# Victoria Darvai
Victoria Darvai (n. 7 ianuarie 1926, Biserica Albă, actualmente în regiunea Transcarpatia, Ucraina — d. 1 septembrie 2016, București) a fost o interpretă de muzică populară românească din Maramureș.

## Biografie

### Copilăria
Își petrece copilăria la bunicii din partea tatălui, Ștefan, în Dragomirești, pe Valea Izei, și la bunicii din partea mamei, Ana, în Văleni (Maramureș).

### Studiile
Primele clase le face în Dragomirești (1933-1936). Urmează Școala Primară nr. 10 din Cluj până în 1937, apoi Liceul „Principesa Ileana” din Cluj până în 1941, unde se mută împreună cu familia.
Încheie studiile în 1942 la Turda, unde este nevoită să se transfere pe durata refugiului la Liceul de fete din Turda.
În perioada 1944-1946 este învățătoare la o școală din Valea Stejarului.
În 1948 participă la un concurs de admitere la Institutul de Artă Maghiară din Cluj și este admisă cu nota 10+. Începe cursurile în cadrul secției canto, însă necunoașterea limbii maghiare o determină ca, în paralel, să asiste la orele de canto clasic în perioada 1949-1950 la Școala Medie de Muzică din Cluj.
În 1952 se înscrie la Școala Medie de Muzică Nr. 1 (actualul Colegiu Național de Arte „Dinu Lipatti”) din București, secția canto clasic și în același an se transferă la canto popular, unde o are ca maestru de interpretare pe Maria Tănase, apoi profesoară pe Elisabeta Moldoveanu. Încheie studiile în 1956.

### Debutul și activitatea artistică
Debutează în 1948 în Ansamblul artistic al Confederației Generale a Muncii (C.G.M.) din Sighetul Marmației, unde a fost încadrată în urma unui concurs.
Începând din 1953, cercetătorii Institutului de Folclor fac de la Victoria Darvai o importantă culegere de folclor muzical. La îndemnul acestora, debutează la Radio în 1954 cu cântecul „Buciumul”, bucurându-se de foarte mare succes și dobândind o binemeritată popularitate. Maria Tănase, apreciind valorosul repertoriu al Victoriei Darvai, a preluat câteva din cântecele sale („Buciumul”, „Toderel”, „Prin pădure trece-mi-oi”, „Horincuța”).
Încă elevă în ultimul an (1956), primește „Diploma de onoare” a Festivalului Republican al Școlilor și Institutelor de artă din R.P.R., fiind unica solistă de muzică populară distinsă cu această consacrare. În același an, pe 31 decembrie, apare pe coloana sonoră de inaugurare a Televiziunii Române cu piesa „Buciumul” acompaniată de doi tulnicași. În anii '50 cucerește titlul de laureată a concursurilor naționale „Tineri soliști” organizate în cadrul Festivalurilor Mondiale ale Tineretului și Studenților pentru Pace și Prietenie de la Varșovia (1955), Moscova (1957) și Viena (1959).
În perioada 1956-1958 lucrează ca redactor la redacția muzicală a Radiodifuziunii Române.
În martie 1959 s-a aflat între interpreții de seamă care au pus bazele Ansamblului artistic „Maramureșul” din Baia Mare.
Prin intermediul Oficiului de Spectacole și Turnee Artistice (O.S.T.A.) în anii 1982-1988 participă la spectacole pe litoral și în București.
Cu diferite formații și orchestre (Ansamblul „Maramureșul” din Baia Mare, Orchestra „Barbu Lăutaru” a Filarmonicii „George Enescu”, formațiile folclorice „Ciprian Porumbescu” din Suceava, „Doina Moldovei” din Iași etc.) a participat la numeroase turnee artistice întreprinse în toată țara, cântând alături de Maria Tănase, Maria Lătărețu, Ion Luican, Emil Gavriș, Alexandru Grozuță și alții. Peste hotare a cântat în U.R.S.S., Polonia, Ungaria, Iugoslavia, Bulgaria, Albania. De-a lungul carierei a colaborat cu dirijorii Ionel Banu, Ionel Budișteanu, Victor Predescu, Nicu Stănescu, George Vancu, Radu Voinescu și cu compozitorii Constantin Arvinte și Filaret Barbu.

### Decesul
Moare, la 90 de ani, în București, la 1 septembrie 2016.

## Despre „Pintea Viteazul”
Cea mai interesantă creație a Victoriei Darvai este „Balada lui Pintea Viteazul”, pe care a obținut-o în urma prelucrării a șase variante ale baladei (toate culese de Victoria Darvai și păstrate la Institutul de Etnografie și Folclor) și la care a adăugat ca preludiu instrumental un semnal de bucium. Premiată în 1955 de Radiodifuziunea Română pentru creație și interpretare, „Balada lui Pintea Viteazul” a fost preluată și de alți interpreți din partea locului, între care și Angela Buciu, Gheorghe Turda, Dumitru Fărcaș (variantă instrumentală) și alții.

## Distincții
- 1955 – Premiul III la concursul „Tineri soliști” organizat în cinstea celui de-al V-lea Festival Mondial al Tineretului și Studenților de la Varșovia
- 1956 – Diploma de onoare a Festivalului Republican al Școlilor și Institutelor de artă
- 1957 – Premiul II la concursul „Tineri soliști” organizat în cinstea de-al VI-lea Festival Mondial al Tineretului și Studenților de la Moscova
- 1959 – Premiul I la concursul „Tineri soliști” organizat în cinstea celui de-al VII-lea Festival Mondial al Tineretului și Studenților de la Viena
- 2002 – Diplomă de excelență acordată de Asociația Națională a Interpreților și Ansamblurilor Folclorice din România pentru meritele deosebite aduse artei și culturii de-a lungul întregii activități artistice
- 2002 – Diplomă de excelență acordată de Ministerul Culturii și Cultelor pentru contribuția de excepție la promovarea și punerea în valoare a folclorului românesc
- 2002 – Medalia Națională „Serviciul Credincios”, clasa a III-a
- 2006 – cetățean de onoare al comunei Dragomirești
- 2009 – cetățean de onoare al comunei Călinești